# Фондило (Казерта)
Фондило је насеље у Италији у округу Казерта, региону Кампанија.
Према процени из 2011. у насељу је живело 25 становника. Насеље се налази на надморској висини од 31 м.